# The Spirit of the Hawk
«The Spirit of the Hawk» (русск. — Дух ястреба) — сингл шведской группы Rednex с их второго альбома «Farm Out».
В тексте песни «The Spirit of the Hawk» присутствуют слова вождя Джозефа из его знаменитой речи: My people, some of them, have run away to the hills, and have no shelter, no food. No one knows where they are. Hear me, my chiefs! I am tired, my heart is sick and sad. I will fight no more. (русск. — Мои люди, некоторые из них, бежали в горы, и не имеют ни крова, ни пищи. Никто не знает, где они. Услышьте меня, мои вожди! Я устал, моему сердцу больно и грустно. Я не буду бороться больше.)

## Треки на сингле
| #  | Название                                            | Продолжительность |
| -- | --------------------------------------------------- | ----------------- |
| 1. | The Spirit of the Hawk (F.A.F. Radio Mix)           | 4:03              |
| 2. | The Spirit of the Hawk (Instrumental)               | 4:03              |
| 3. | The Spirit of the Hawk (F.A.F.'s «Heap Bigg» Remix) | 5:57              |
| 4. | Ranger Jack                                         | 4:17              |
| 5. | Duck Face Bill                                      | 5:18              |

## Позиции в чартах[1][2]
| Страна     | Позиция |
| ---------- | ------- |
| Австрия    | 1       |
| Германия   | 1       |
| Нидерланды | 78      |
| Швейцария  | 3       |
| Швеция     | 10      |

- Кроме того — в немецком чарте, подводящим итоги десятилетия, песня заняла 9 место из 100.[3]
- Эта композиция продержалась рекордные 25 недель на первом месте в германском чарте.